# Philipp von Kleve-Ravenstein

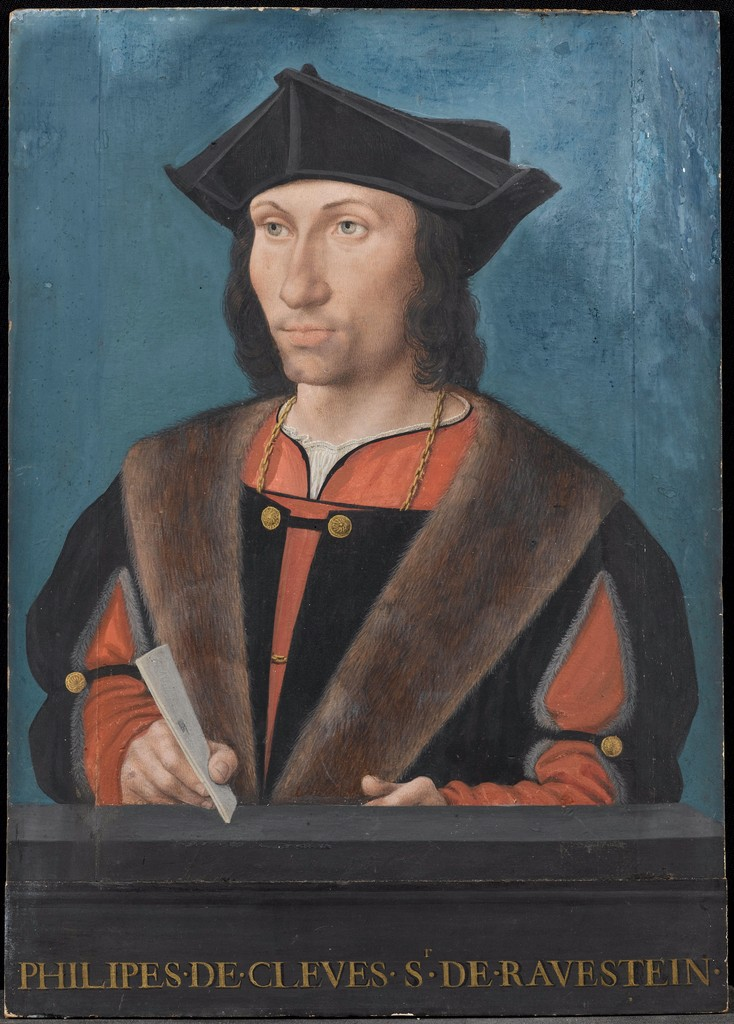
Philipp von Kleve-Mark, Herr zu Ravenstein

Philipp Eberhard von Kleve, Herr zu Ravenstein, frz. Philippe Duc de Clèves, Comte de la Marcke Seigneur de Ravenstein (* 1456 in Le Quesnoy; † 28. Januar 1528 auf Schloss Wijnendale), war ein niederländisch-burgundischer Adeliger. Er diente Karl dem Kühnen, Maria von Burgund und Maximilian I. Später wurde er Anführer der Aufständischen gegen Maximilian. Nach seiner Niederlage ging er nach Frankreich und wurde nach dem französischen Einfall in Italien Gouverneur in Mailand und Genua. Eine militärische Expedition gegen die Osmanen scheiterte. Darüber hinaus war er Kunstsammler und Förderer der Kultur. Er verfasste selbst ein Lehrbuch über das Kriegswesen.

## Familie
Er entstammte dem Haus Mark, aus dem die Herzöge von Kleve stammten. Er entstammte der Nebenlinie in der Herrschaft Ravenstein und war Sohn von Graf Adolf von Kleve-Ravenstein und der Beatrix von Portugal-Coimbra. Er selbst heiratete 1485 Franziska von Luxemburg. Die Ehe blieb kinderlos.

## In burgundischen Diensten

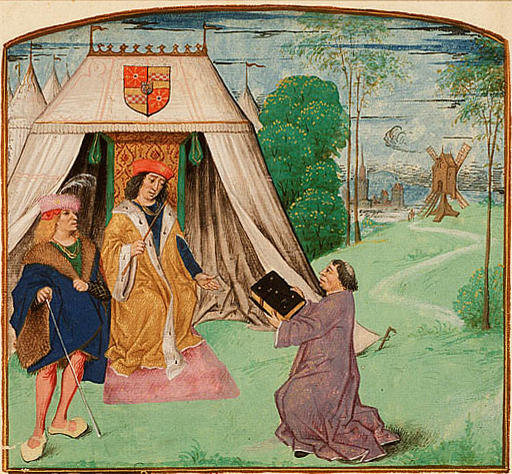
Der burgundische Geschichtsschreiber Jean Molinet präsentiert sein Buch Philipp von Kleve

Er wuchs am Hof von Burgund in der Umgebung der ähnlich alten Maria von Burgund auf. Im Jahr 1476 wurde er während der Burgunderkriege zum Statthalter während des Feldzugs nach Lothringen ernannt. Nach dem Tod Karls des Kühnen kämpfte er im Burgundischen Erbfolgekrieg (1477–1493) und im niederländischen Krieg von 1477 bis 1485 auf der Seite von Maria von Burgund und Maximilian I. Er kämpfte in den ersten Jahren des Krieges mit wechselndem Erfolg gegen die eindringenden Franzosen. Die Hoffnung, selbst die Erbin zu heiraten, hatte sich zerschlagen. Ein Grund dafür war, dass sein Vater Adolf als Generalstatthalter bei der Bevölkerung verhasst war.
Nach dem Tod Marias von Burgund 1482 wurde er zum Mitglied des Regentschaftsrats für Philipp den Schönen ernannt. Er diente 1483 als Feldhauptmann Maximilians im Feldzug gegen Lüttich. Nach dem zweiten Genter Aufstand 1485 hat er Maximilian bewogen, nicht allzu streng gegen die Stadt vorzugehen. Zwischen 1485 und 1488 war er Admiral der Niederlande. Er war einer der Hauptverantwortlichen für die Niederlage in der Schlacht von Béthune 1487.
Auch als es zum Aufstand der flandrischen Städte gegen Maximilian kam, blieb er diesem zunächst treu. Als die aufständischen Städte Maximilian gefangen nahmen, wurde er von Philipp den Schönen beauftragt, ein weiteres Ausgreifen des Aufstandes zu verhindern und gegen die Rebellen vorzugehen. Dies tat er mit Erfolg. Später stellte sich Philipp sogar – wenn auch widerwillig – als Geisel zur Verfügung und erreichte so mit die Freilassung Maximilians.

## Aufstand gegen Maximilian I.
Als Maximilian 1488 sein Wort gegenüber den Städten brach und militärisch gegen Gent und Brügge vorging, geriet Philipp in einen Gewissenskonflikt. Er schloss sich daraufhin den Aufständischen an und wurde deren Anführer. Kaiser Friedrich III. verhängte die Reichsacht über Philipp. Anfangs war Philipp erfolgreich und eroberte im Bündnis mit Frankreich fast ganz Flandern und drang im September 1488 tief nach Brabant ein und besetzte Brüssel und andere Städte. Nachdem Maximilian 1489 Verträge mit Frankreich und England geschlossen hatte, musste er sich nach Sluis zurückziehen. Von dort aus führte er vermutlich mit Unterstützung Frankreichs einen See- und Landkrieg gegen Maximilian. Albrecht von Sachsen, der Befehlshaber Maximilians, ging erfolgreich gegen Flandern vor. Philipp gelang es 1490, Brügge erneut zum Aufstand zu bewegen, ohne dass dieser Erfolg von Dauer gewesen wäre.

## In französischen Diensten
Nachdem er 1492 nach einer langen Belagerung durch Albrecht von Sachsen zur Aufgabe gezwungen wurde, wurde er zunächst Ratgeber Philipp des Schönen, um bald nach Frankreich an den Hof seines Vetters Ludwig XII. zu gehen. Im Jahr 1494 sprach ihn Maximilian von der Reichsacht los. Er folgte dem König nach Italien und wurde nach der Besetzung des Herzogtums Mailand und von Genua zum Vizekönig ernannt. Er nahm seine Residenz in Genua. 
Der König ernannte ihn zum Admiral der Königreiche Neapel und Jerusalem und beauftragte ihn, mit einer starken Flotte gegen die Osmanen zu kämpfen. Auf der Insel Lesbos belagerte er 1502 Mytilini, musste das Unternehmen aber abbrechen, weil er nicht genügend Unterstützung von den verbündeten Venezianern und Spaniern erhielt. Auf der Rückreise erlitt er bei der Insel Kythira Schiffbruch. Eine venezianische Galeere brachte ihn nach Tarent. Auf dem Weg nach Genua erhielt er von Papst Alexander VI. hohe Ehrungen. Nach einer Zeit in Genua kehrte er zeitweise auf seine Besitzungen in den Niederlanden zurück. Ein Aufstand zwang ihn, 1505 wieder nach Italien zu reisen. Kurze Zeit später legte er 1506 sein Amt als Vizekönig nieder.

## Mäzen und Autor
Nach einem kurzen Zwischenaufenthalt am französischen Hof kehrte er nach Burgund zurück. Die Statthalterin Margarete von Österreich, die für den noch minderjährigen Karl V. die Regentschaft führte, erlaubte die Rückkehr an den Hof. Sein Wunsch, Ritter des Ordens vom Goldenen Vlies zu werden, wurde ihm allerdings 1516 versagt. 
Philipp lebte auf seinen Schlössern Wynendale und Ravenstein oder in seinen Palais in Brügge, Gent oder im Hotel Ravenstein in Brüssel. Er sammelte Kunstwerke, Bücher und Möbel. Er beauftragte unter anderem den Meister des Altars von Beyghem. Zu den wertvollsten Stücken gehört das Stundenbuch des Philipp von Kleve von 1485. 
Als Karl V. seine Herrschaft antrat, holte er Philipp zurück an den Hof. Dieser widmete dem Herzog sein Buch über die Kriegsführung zu Land und zur See (Instructions de toutes manières de guerroyer tant par terre que par mer). Obwohl seine militärische Reputation gelitten hatte, wurde das Werk von den Zeitgenossen durchaus geschätzt. Überliefert sind sieben Handschriften und ein erster Druck aus dem Jahr 1528. In den letzten Jahren lebte er vor allem auf Schloss Wynendale. Dort starb er während eines Festes. Sein Erbe wurde Wilhelm von Kleve.

## Werke
- Instruction de toutes manieres de Guerroyer tant par terre que par mer. Druck Paris, 1558, Handschrift Süddeutschland 1562